# تورویک، شهرستان گروجک
تورویک، شهرستان گروجک (به لاتین: Turowice, Grójec County) یک منطقهٔ مسکونی در لهستان است که در Gmina Jasieniec واقع شده‌است.